# Josep Jufré
Josep Jufré é um ex-ciclista espanhol, nascido a 5 de agosto de 1975 na localidade barcelonesa de Vich. Reside na localidade de Figaró-Montmany (Barcelona).
Estreia como ciclista profissional nas fileiras da equipa portuguesa Carvalhelhos-Boavista na temporada de 1999.
Em 2012 anunciou a sua retirada.

## Palmarés
2001
- 1 etapa do GP do Minho

2002
- Clásica a los Puertos de Guadarrama

## Resultados nas grandes voltadas
| Carreira           | 1999 | 2000 | 2001 | 2002 | 2003 | 2004 | 2005 | 2006 | 2007 | 2008 | 2009 | 2010 | 2011 |
| ------------------ | ---- | ---- | ---- | ---- | ---- | ---- | ---- | ---- | ---- | ---- | ---- | ---- | ---- |
| Giro d'Italia      | -    | -    | -    | -    | -    | -    | -    | 29º  | 52º  | -    | -    | 42º  | 74º  |
| Tour de France     | -    | -    | -    | -    | -    | -    | -    | -    | -    | Ab.  | -    | -    | -    |
| Volta a Espanha    | -    | -    | -    | -    | 20º  | 62º  | 15º  | Ab.  | Ab.  | -    | -    | 24º  | 57º  |
| Mundial em Estrada | -    | -    | -    | -    | -    | -    | -    | -    | -    | -    | -    | -    | -    |

-: não participa

Ab.: abandono

## Equipas
- Carvalhelhos-Boavista (1999-2002)
- Relax-Fuenlabrada (2003-2005)
- Davitamon-Lotto (2006)
- Predictor-Lotto (2007)
- Saunier Duval (2008)
- Fuji-Servetto (2009)
- Astana (2010-2011)